# How to solve it
How to Solve It (lit. en català: Com resoldre-ho?) és un llibre del matemàtic hongarès George Pólya, publicat originalment en anglès el 1945. El 1965 es va traduir a l'espanyol amb el títol Como plantear i resolver problemas. El llibre fa un repàs dels mètodes de resolució de problemes i situacions matemàtiques. Ha tingut una gran influència en l'educació de les matemàtiques on s'ha convertit en un referent.

## Quatre principis
En el llibre George Pólya suggereix els passos següents per resoldre un problema matemàtic⁣:
1. Primer, has d'entendre el problema.[5]
2. Després d'entendre, fes un pla.[6]
3. Porta a terme el pla.[7]
4. Mira enrere la teva feina.[8] Com es podria millorar?

Si aquesta tècnica falla, Pólya aconsella: "Si no podeu resoldre el problema proposat, intenteu resoldre primer algun problema relacionat. Us imagineu un problema relacionat més accessible?"

### Primer principi: entendre el problema
"Entendre el problema" sovint es descuida com a obvi i ni tan sols s'esmenta a moltes classes de matemàtiques. No obstant això, els estudiants sovint es veuen obstaculitzats en els seus esforços per resoldre'l, simplement perquè no ho entenen completament, o fins i tot en part. Per tal de posar remei a aquest descuit, Pólya suggereix als professors que facin preguntes adequades als alumnes, com ara:
- Què se't demana que trobis o mostris?[11]
- Pots repetir el problema amb les teves pròpies paraules?
- Pots pensar en una imatge o un diagrama que et pugui ajudar a entendre el problema?
- Hi ha prou informació per trobar una solució?
- Enteneu totes les paraules utilitzades per plantejar el problema?
- Necessites fer una pregunta per obtenir la resposta?

El professor ha de seleccionar la pregunta amb el nivell de dificultat adequat per a cada alumne per comprovar si cada alumne entén al seu nivell. Convé desplaçar-se amunt i avall per la llista de preguntes, fins que cadascú pugui respondre amb alguna cosa constructiva.

### Segon principi: dissenyar un pla
Pólya esmenta que hi ha moltes maneres raonables de resoldre problemes. L'habilitat per triar una estratègia adequada s'aprèn millor resolent molts problemes. Trobareu cada cop més fàcil triar una estratègia.
Una llista parcial d'estratègies és:
- Endevina i comprova[12]
- Feu una llista ordenada[13]
- Elimina les possibilitats[14]
- Utilitza la simetria[15]
- Considereu casos especials[16]
- Utilitzar el raonament directe
- Resoldre una equació[17]

També es recomana:
- Busca un patró[18]
- Fes un dibuix[19]
- Resoldre un problema més senzill[20]
- Utilitzeu un model[21]
- Treballar cap enrere[22]
- Utilitzeu una fórmula[23]
- Sigues creatiu[24]
- Aplicar aquestes regles per dissenyar un pla requereix la vostra pròpia habilitat i judici.[25]

Polya posa un gran èmfasi en el comportament dels professors. Un professor ha d'ajudar els estudiants a dissenyar el seu propi pla amb un mètode de preguntes que va des de les preguntes més generals a les més particulars, amb l'objectiu que l'últim pas per tenir un pla el faci l'estudiant. Sosté que només mostrar als alumnes un pla, per bo que sigui, no els ajuda.

### Tercer principi: dur a terme el pla
Aquest pas sol ser més fàcil que dissenyar el pla. En general, només cal cura i paciència, atès que tens les habilitats necessàries. Continueu amb el pla que heu triat. Si continua sense funcionar, descarteu-lo i trieu-ne un altre. No us deixeu enganyar; així es fan les matemàtiques, fins i tot per professionals.

### Quart principi: revisar/ampliar
Pólya esmenta que es pot guanyar molt prenent el temps per reflexionar i mirar enrere el que has fet, el que va funcionar i el que no, i pensant en altres problemes on això podria ser útil. Això us permetrà predir quina estratègia utilitzareu per resoldre problemes futurs, si es relacionen amb el problema original.

## Heurística
El llibre conté un conjunt d'heurístiques a l'estil diccionari, moltes de les quals tenen a veure amb la generació d'un problema més accessible. Per exemple:
| Heurístic                                                  | Descripció informal | Anàleg formal                                       |
| ---------------------------------------------------------- | --- | --------------------------------------------------- |
| Analogia                                                   | Pots trobar un problema anàleg al teu i resoldre'l? | Mapa                                                |
| Elements auxiliars                                         | Pots afegir algun element nou al teu problema per apropar-te a una solució?                                                                                         | Extensió                                            |
| Generalització                                             | Pots trobar un problema més general que el teu? | Generalització                                      |
| Inducció                                                   | Pots resoldre el teu problema derivant una generalització d'alguns exemples?                                                                                        | Inducció                                            |
| Variació del problema                                      | Podeu variar o canviar el vostre problema per crear un nou problema (o conjunt de problemes) la solució del qual us ajudarà a resoldre el vostre problema original? | Cerca                                               |
| Problema auxiliar                                          | Podeu trobar un subproblema o un problema secundari la solució del qual us ajudarà a resoldre el vostre problema?                                                   | Subobjectiu                                         |
| Hi ha un problema relacionat amb el vostre i resolt abans? | Pots trobar un problema relacionat amb el teu que ja s'hagi resolt i utilitzar-lo per resoldre el teu problema?                                                     | Reconeixement de patróCoincidència de patróReducció |
| Especialització                                            | Pots trobar un problema més especialitzat? | Especialització                                     |
| Descomposició i recombinació                               | Podeu descompondre el problema i "recombinar els seus elements d'alguna manera nova"?                                                                               | Divideix i conquereix                               |
| Treballant cap enrere                                      | Pots començar amb l'objectiu i tornar a fer alguna cosa que ja saps?                                                                                                | Encadenat cap enrere                                |
| Dibuixa una figura                                         | Pots fer un dibuix del problema? | Raonament esquemàtic                                |

## Influència
- El llibre s'ha traduït a diversos idiomes i ha venut més d'un milió d'exemplars, i s'ha imprès contínuament des de la seva primera publicació.
- Marvin Minsky va dir en el seu article Steps Toward Artificial Intelligence que "tothom hauria de conèixer el treball de George Pólya sobre com resoldre problemes".[30]
- El llibre de Pólya ha tingut una gran influència en els llibres de text de matemàtiques, com ho demostren les bibliografies per a l'educació de les matemàtiques.[3]
- L'inventor rus Genrich Altshuller va desenvolupar un conjunt elaborat de mètodes per a la resolució de problemes conegut com TRIZ, que en molts aspectes reprodueix o paral·lela el treball de Pólya.
- Com resoldre-ho per ordinador és un llibre d'informàtica de RG Dromey.[31] Es va inspirar en l'obra de Pólya.